# Isodemis guangxiensis
Isodemis guangxiensis là một loài bướm đêm thuộc họ Tortricidae. Nó được tìm thấy ở Trung Quốc (Quảng Tây).
Sải cánh dài 18–18.5 mm đối với con đực. Đầu màu nâu hơi vàng.

## Etymology
The name is derived from the type locality.